# Schizaphis muhlenbergiae
Schizaphis muhlenbergiae är en insektsart som först beskrevs av Phillips och Davis 1912.  Schizaphis muhlenbergiae ingår i släktet Schizaphis och familjen långrörsbladlöss. Inga underarter finns listade i Catalogue of Life.